# Аксёнов, Геннадий Иванович
Геннадий Иванович Аксёнов (3 ноября 1900, Варшава — 22 февраля 1990) — советский учёный металлофизик и металлург. Доктор технических наук, профессор. Лауреат премии Совета Министров СССР, заслуженный деятель науки и техники РСФСР. Участник Гражданской войны, Великой Отечественной войны.

## Биография
Родился в Варшаве 3 ноября в семье военнослужащего. В 1918 году добровольцем вступил в ряды Красной Армии, участвовал в боях под Самарой, Уфой и Петроградом.
В 1920 году поступил в Петроградский политехнический институт.
После окончания работал ряде научных учреждений Ленинграда, под руководством А. Ф. Иоффе и Н. Н. Давиденко. Выполнил цикл работ по рентгеновским методам исследования остаточных напряжений в металлах, получивших мировое признание.
В начале 1930-х годов полученный опыт Аксёнов использовал для решения ряда проблем советской металлургии. Он принимал участие в научном обеспечении производства высококачественных сталей на Ижевском металлургическом заводе, создал первую в СССР заводскую рентгеновскую лабораторию.
Постановлением ВАК Г. И. Аксёнов 1 ноября 1935 г. был утверждён в учёном звании действительного члена Физико-технического института при Горьковском университете. В институте организовал кафедру металлофизики, читал курс по рентгеноструктурному анализу, руководил дипломными работами.
Во время работы в Горьковском университете Геннадий Аксёнов сумел наладить тесные связи с металлургическими производствами, выполнил ряд работ по повышению качества автомобильного листа для ГАЗа, внёс значительный вклад в освоение производства сварных труб из листа в стране.
После начала Великой Отечественной войны, находясь в Днепропетровске, Аксёнов вступил в народное ополчение, был назначен командиром пулемётной роты. Но в конце 1941 он как ценный высококвалифицированный специалист был отозван с фронта и направлен на Магнитогорский металлургический комбинат. Там он разработал оригинальный метод многократного повышения стойкости изложниц для разливки стали. За эту работу Геннадий Иванович был награждён орденом «Знак Почёта».
Переведён в 1945 г. заведующим лабораторией напряжений в ЦНИИЧЕРМЕТ (Москва).
После окончания войны Аксёнов одним из первым в стране занимается порошковой металлургией.
Постановлением ВАК от 07.02.1948 г. Аксёнов утвержден в звании профессора, а 09.02.1952 г. — в степени доктора технических наук, работая заведующим кафедрой металловедения в Горьковском политехническом институте. В институте создал лабораторию порошковой металлургии, которая разработала и освоила в промышленности прокатку металлических порошков в ленту.
В 1957 году Аксёнов возглавляет кафедру технологии металлов и металловедения Куйбышевского авиационного института, создав при ней научную лабораторию порошковой металлургии. За годы работы в институте широко проявился педагогический талант Аксёнова — он подготовил 18 кандидатов наук. Под его руководством кафедра и лаборатория выполнили и реализовали в промышленности ряд крупных разработок в области металловедения и порошковой металлургии. Сама лаборатория в 1960-х годах была утверждена в качестве головной в СССР в области прокатки металлических порошков. На её базе неоднократно проводились Всесоюзные научно—технические конференции. Ряд работ были запатентованы в США, Германии, Великобритании, а также отмечены премией Совета Министров СССР.
Также Геннадий Иванович активно сотрудничал с другими академическими и центральными научными институтами страны (ИМЕТ им. А. А. Байкова, ИМАШ, НИИЧЕРМЕТ). Им велась работа в Научных советах по проблеме «Порошковая металлургия» Госкомитета по науке и технике СССР, Минвузах СССР и РСФСР, в учёных советах ряда вузов, в экспертной комиссии ВАК. Сотрудничал с редакционными коллегиями журналов «Порошковая металлургия» и «Металловедение и термическая обработка металлов».
Всего Геннадий Иванович написал более 200 научных трудов, является автором 20 изобретений.
Вышел на пенсию в 1986 году. Скончался 22 февраля 1990 года.

## Награды и звания
- Орден Знак Почёта
- лауреат премии Совета Министров СССР в составе творческого коллектива «За разработку и внедрение комплекса проката из металлических порошков» (1983)
- почётное звание «Заслуженный деятель науки и техники РСФСР» (1960)